# 나가이 나오마사 (아즈치모모야마 시대)

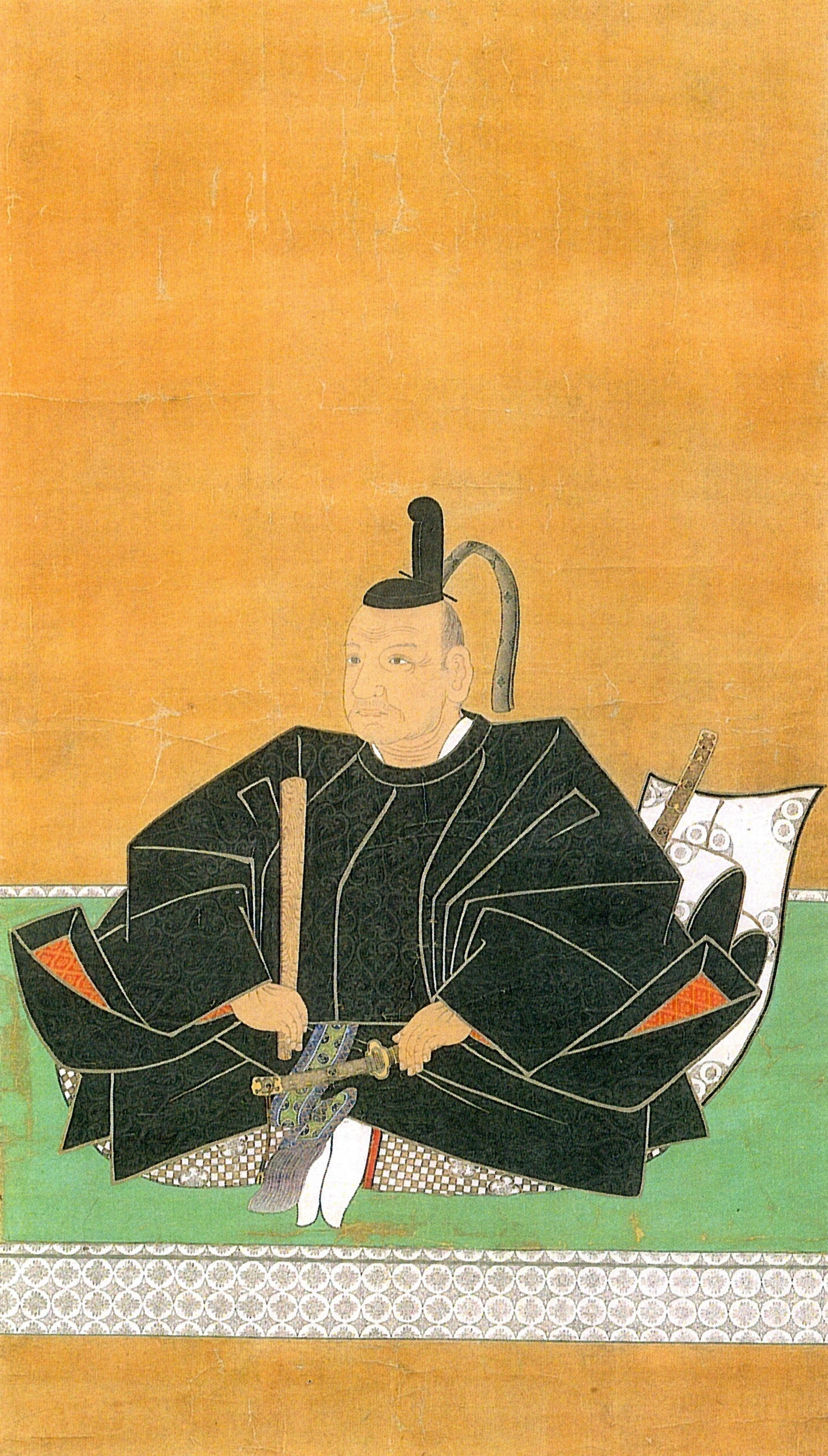
나가이 나오마사

나가이 나오마사(일본어: 永井尚政, 1587년 ~ 1668년 10월 16일)는 에도 시대 전기의 다이묘이다. 가즈사 우루이도 번주, 시모사 고가 번 제2대 번주, 야마시로 요도번 초대 번주를 지냈다. 나가이 종가(永井宗家) 제2대 당주.
|  | 우루이도 번 번주 (나가이가) 1619년 ~ 1626년 | 후임 폐번 |

| 전임 나가이 나오카쓰 | 제2대 고가 번 번주 (나가이가) 1626년 ~ 1633년 | 후임 도이 도시카쓰 |

| 전임 마쓰다이라 사다쓰나 | 제1대 요도번 번주 (나가이가) 1633년 ~ 1669년 | 후임 나가이 나오유키 |